# Mašikula
Mašikula (francosko machicoulis, malteško galleriji tal-misħun) ali izlivni pomol (tudi izlivnica) je odprtina v tleh med podpornimi konzolami parapeta, skozi katero so na napadalce ob vznožju obrambnega zidu lahko metali kamne ali drugo gradivo, kot je vrela voda ali olje. Zasnova je bila uvedena v srednjem veku v Evropi, ko so se normanski križarji vrnili iz Svete dežele. Prsobran z mašikulami je bil porinjen navzven iz podpornega zidu, da bi mašikule lahko izvedli. Borbena ploščad je podobna konstrukcija izdelana iz lesa, običajno začasno zgrajena v primeru obleganja. Prednosti mašikul nad lesenimi ploščadmi so večja moč in požarna odpornost kamna.
Beseda izhaja iz stare francoske besede machecol, navedene v srednjeveški latinščini kot machecollum, verjetno iz stare francoske machier  »stiskati, raniti« in col »vrat«. Mašikula je v angleškem jeziku zabeležena šele v 18. stoletju, vendar je glagol machicollāre  potrjen v anglo-latinščini.  Španska beseda, ki označuje to strukturo, je matacán, ki prav tako izhaja iz matar canes, kar pomeni grobo »ubijanje psov« in so s slednjim mišljeni neverniki. 
Mašikule so bile bolj pogoste pri francoskih gradovih in ne v angleških, kjer so običajno omejene na vhod, kot grad Conwy, Wales, iz v 13. stoletja. 
Eden prvih primerov mašikul, ki še vedno obstajajo v severni Franciji, je Château de Farcheville zgrajen leta 1291 izven Pariza.

## Funkcija
Mašikule so služile kot navpična obramba ob vznožju stene. Za razliko od zunanjih parapetov in stolovi, v katerih se je branilec naslanjal čez ograjo in so ga v tistem trenutku napadalci odkrili, je obzidje z mašikulami nudilo popolno zaščito pred sovražnikovim ognjem.
Skozi mašikule so na napadalce metali kamenje različnih velikosti. Uporaba vrelih tekočin kot sta voda ali olje so tudi navedene v nekaterih virih. Slednje pa velja po današnjih raziskavah le izjemoma: v gradovih je bila pitna voda povezana s cisterno ali vodnjakom in je bila potrebna za preživetje, zato je vprašanje uporabe kot orožje na mestu (pri vodnih gradovih je položaj morda drugačen). Olje ali smola sta bila draga, zato dvomijo v njihovo uporabo za napad. Vendar bolj učinkovita in arheološko manj sporna je srednjeveška uporaba ognjenih puščic.
V srednjeveških utrdbah so bile posamezne mašikule pogosto določene kot izlivnice za stranišče. Zaliv je bil nato znotraj varovan, po navadi z ovalnim izrezom, ki je počival na strani sobe na ograji. Če bi bilo več etaž, so se namestili v isti steni eden pod drugim. V primeru obrambe bi jih lahko znova uporabili.

## Oblikovanje
Podobno kot cine, so mašikule kot gradbeni element poseben del grajske arhitekture. Uporabljeni so bili različni vzorci in okraski. Pogosto jih obstaja več, vsak kot malo naprej štrleča konzola, s samostojnim spodnjim robom. V Italiji so bile v modi s podaljšano konzolo s strmim kotom. Vrzeli med konzolami se lahko premostili z ravnim kamnitim nosilcem ali z majhnim opečnim lokom. Tudi obliko loka je uporabila cela vrsta srednjeveške arhitekture.
Potem ko so gradovi izgubili pomen z izumom topa, je mašikula postala zgolj dekorativni element gradov in palač. Pogosto so podobne obokanim frizom. Kot okras jih je mogoče pripisati mnogim neogotskim zgradbam iz 19. stoletja.

## Kasnejša uporaba
Mašikule so bile kasneje uporabljene za dekorativni učinek s presledki med konzolami, vendar brez odprtin, pozneje pa so postale značilnost mnogih nevojaških objektov (na primer škotska baronska arhitektura iz 16. stoletja in gotske stavbe iz 19. in 20. stoletja ).
Mašikule, lokalno poznane kot galleriji tal-misħun (kar pomeni balkon vrele vode v malteščini), so pogost pojav v številnih stolpih in podeželskih stavbah na Malti do 18. stoletja. Stavbe z mašikulami so stolpi Torri tal-Qrendi, Torri Gauci, Torri tal-Kaptan, Torri ta' Birkirkara in Torri tal-Wejter.